# Дружба (Полтавський район)
Дру́жба — село в Україні,  у Решетилівській міській громаді Полтавського району Полтавської області. Населення становить 386 осіб. До 2020 орган місцевого самоврядування — Шевченківська сільська рада.

## Географія
Село Дружба стоїть на лівому березі річки Говтва, вище за течією на відстані 0,5 км розташоване село Шевченкове, нижче за течією на відстані 2 км розташоване село Буняківка. Поруч проходить автомобільна дорога Н31.

## Історія села
Із середини XVII століття на території нинішнього села Дружба та переважно на південь від нього обабіч Чумацького Шляху, що йшов на Крим, почати селитися запорізькі козаки.
Козацькі хутори Ковалі, Кошкалди, Ярмоли, Токови, Кирики, Зборці, Мокієнки, Ївженки, Джерипи, Григоренки, Пуці, Сухенки, що тяглися вздовж до 5 км на південь від сучасної Дружби, пізніше отримали назву Задовжанських хуторів (Задовжанки).
Наприкінці 30-х років ХХ століття більшість Задовжанських козацьких хуторів були ліквідовані, а їхні мешканці, що вижили після Голодомору 1932—1933 років, змушені були переселитися на територію сучасної Дружби. Так виникло село Задовжанка, що у 40 — першій половині 50-х років ХХ століття носило назву Сталінка.
12 червня 2020 року, відповідно до розпорядження Кабінету Міністрів України № 721-р «Про визначення адміністративних центрів та затвердження територій територіальних громад Полтавської області», село увійшло до складу Решетилівської міської громади.
19 липня 2020 року, в результаті адміністративно - територіальної реформи та ліквідації Решетилівського району, село увійшло до складу новоутвореного Полтавського району Полтавської області.
22 червня 2023 року рішенням Національної комісії зі стандартів державної мови віднесено до списку населених пунктів, які «можуть не відповідати лексичним нормам української мови», зокрема стосуватися «російської імперської чи колоніальної політики». Громаді рекомендовано обґрунтувати доцільність збереження поточної назви або запропонувати нову назву в установленому законодавством порядку.

## Населення

### Мова
Розподіл населення за рідною мовою за даними :
| Мова       | Кількість | Відсоток |
| ---------- | --------- | -------- |
| українська | 360       | 93.26%   |
| російська  | 22        | 5.70%    |
| румунська  | 3         | 0.78%    |
| болгарська | 1         | 0.26%    |
| Усього     | 386       | 100%     |

## Економіка
- Молочнотоварна ферма.

## Відомі люди
Народились:
- Пащенко Володимир Олександрович — український учений у галузі релігієзнавства та педагогіки вищої школи, доктор історичних наук, професор, академік Академії педагогічних наук України. Ректор Полтавського Національного педагогічного університету імені Короленка. Заслужений працівник освіти України.
- Сірко ("Співак") Антон Мефодійович (1896 р.н., Задовжанські хутори Куликівської воості Кобеляцького повіту - 1920) - український соціал-демократ (УСДРП), член УКП (боротьбистів) - з листопада 1919 по 14 (27) січня 1920 року - перший голова революційного комітету (ревкому) Хорішківської волості Кобеляцького повіту, секретар Кобеляцько\ї повітової організації УКП (боротьбистів), керівник "комдезертира" Кобеляцького повітового виконкому Полтавської губернії.